# Сваляне на C-130 при Кхам Дук през 1968 г.
На 12 май 1968 г. самолет „Локхийд C-130 Херкулес“ на военновъздушните сили на Съединените американски щати е свален по време на битката при Кхам Дук във Виетнам. Всички на борда, 183 виетнамски цивилни, 1 офицер от специалните сили и 5 души от екипажа на ВВС на Съединените американски щати, са убити. По това време това е най-смъртоносната самолетна катастрофа в историята, в момента е най-смъртоносният авиационен инцидент на виетнамска земя и остава най-смъртоносната загуба на американски военен самолет до катастрофата на „Макдонъл Дъглас DC-8“ при полет 1285R на „Ароу Еър“ през 1985 г.
Самолетът е командван от майор Бърнард Л. Бухер, той се приближава до писта „Кхам Дук“ от юг и успява да кацне, въпреки че е обстрелван от опозиционните сили на Северен Виетнам. Веднага щом каца, 183 южновиетнамци се втурват към самолета и след като той е запълнен, капитанът излита в северна посока, без да знае, че северно–виетнамците са съсредоточени в тази зона. Според доклади на очевидци самолетът е подложен на интензивен противовъздушен огън от тежки картечници, разклаща се силно, блъска се в близко дере на по-малко от 1,6 км от края на пистата и изгаря в пламъци.